# دانيال بريتون (سياسي)
دانيال بريتون هو سياسي كندي، ولد في 18 يونيو 1962 في مونتريال في كندا. نشط حزبياً في الحزب الكيبيكي. وقد انتخب عضو الجمعية الوطنية في كيبك ‏.